# Lasiopogon soffneri
Lasiopogon soffneri är en tvåvingeart som beskrevs av Hradsky 1964. Lasiopogon soffneri ingår i släktet Lasiopogon och familjen rovflugor. Inga underarter finns listade i Catalogue of Life.